# Citroën C3 (2009)
La Citroën C3 II è la seconda generazione della Citroën C3, un'autovettura di segmento B della casa automobilistica francese Citroën, è stata prodotta dal 2009 al 2016.

## Storia

### Genesi
Durante la fase di progettazione della seconda generazione della C3 si utilizzò il già collaudato pianale della Peugeot 207 come base meccanica. Il progetto si protrasse in gran riserbo e la stampa specializzata, desiderosa di carpire il più possibile da tale segretezza, finì per ipotizzare improbabili versioni di tipo monovolume-coupé o anche una versione a 3 porte che avrebbe dovuto sostituire la C2, ma che di fatto non avrebbe mai visto la luce, se non sotto la veste della DS3.
Una versione monovolume basata sulla nuova C3 era comunque allo studio. Non solo, ma fu proprio quest'ultima a debuttare per prima (e più precisamente nel marzo del 2009, dopo essere già stata presentata alla fine dell'anno precedente), quando ancora era a listino la prima generazione della C3. Nel rispetto della politica aziendale relativa alle denominazioni delle versioni monovolume o comunque multispazio, tale nuova versione venne denominata C3 Picasso.
Quanto alla nuova utilitaria di segmento B, essa venne svelata nel luglio del 2009, ma la sua presentazione ufficiale al pubblico avvenne al Salone di Francoforte, mentre la sua commercializzazione non venne avviata che nel mese di novembre.

### Design esterno ed interno

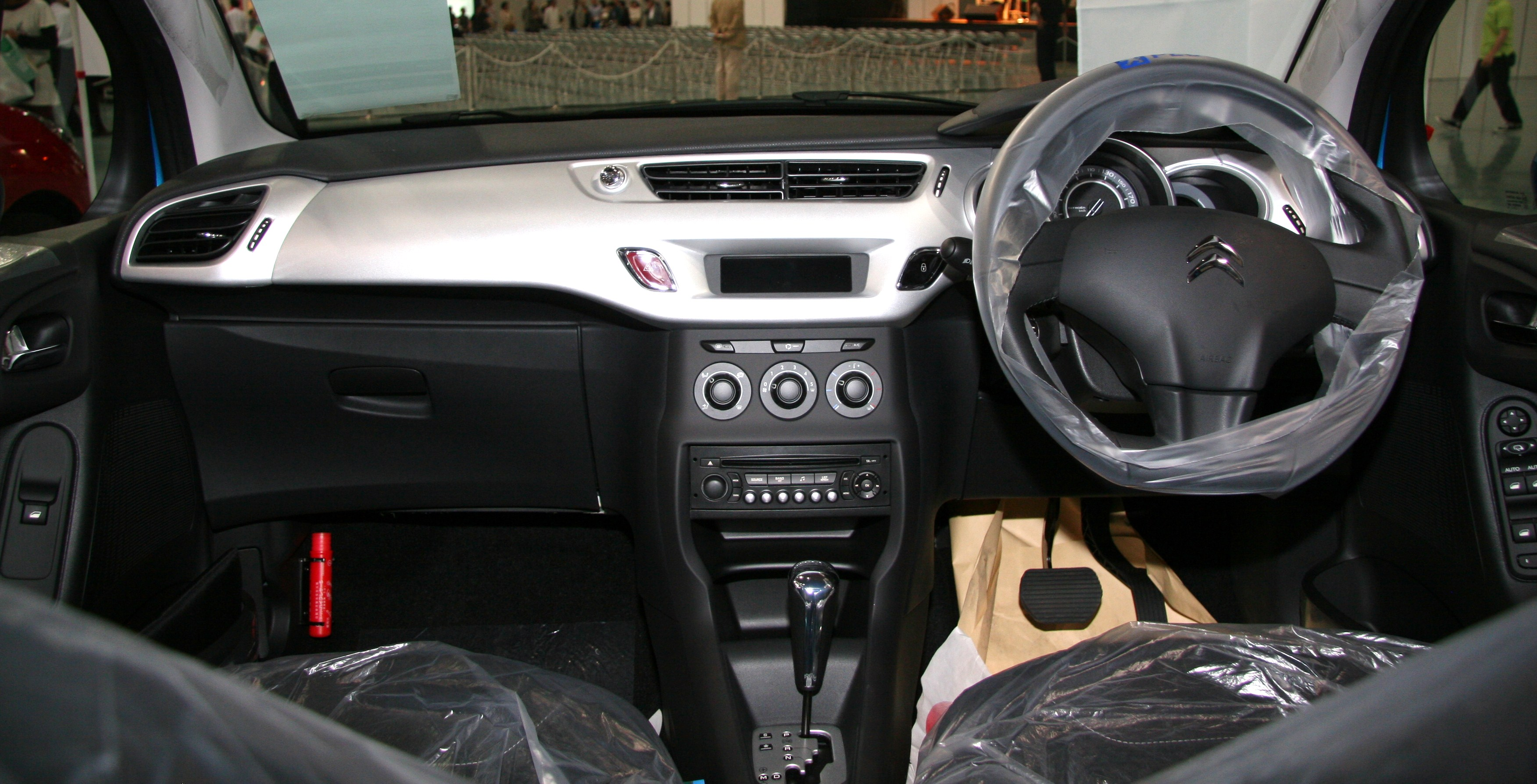
Interni di una C3 del 2010 con guida a destra

Dato il successo ottenuto dalla prima generazione della C3, gli addetti al nuovo progetto scelsero di non stravolgere eccessivamente la fisionomia della vettura, almeno nelle sue linee generali. Per questo venne mantenuta la già nota linea "a uovo" del padiglione, assai arcuato come nella prima C3. Ma anche le linee tondeggianti nel resto del corpo vettura, la distribuzione dei volumi e la zona dell'abitacolo sviluppata in altezza per favorire il massimo comfort anche agli occupanti di una certa statura. Numerose sono le novità stilistiche: mentre la precedente generazione proponeva elementi stilistici dal design spigoloso (ad esempio i gruppi ottici, sia anteriori che posteriori), la nuova generazione presentava un frontale caratterizzato da un'ampia "bocca" ricavata nel paraurti e di forma trapezoidale con spigoli arrotondati. Il paraurti assunse a sua volta un nuovo stile grazie alle due nervature a forma di "C" che circondavano l'alloggiamento per i fendinebbia. I fari, dal taglio più arcuato, assunsero forme più tondeggianti, specialmente nell'estremità esterna, mentre verso il centro del frontale conservarono ancora parte delle spigolosità tipiche della versione precedente. Al centro, la calandra fu praticamente eliminata, sostituita dalla "bocca" sul paraurti sulla quale campeggiava solamente il logo della casa riproposto in una nuova grafica, più arrotondata e dalle maggiori dimensioni.
La fiancata fu la parte che maggiormente mostrò un'affinità stilistica con il precedente modello, proprio per via del fatto che di esso vennero conservate molte impostazioni. Il padiglione poteva essere equipaggiato con un parabrezza esteso, che arrivava fin sopra la testa degli occupanti anteriori. Tale parabrezza, denominato "Zenith", veniva sottoposto ad un trattamento di brunitura nella parte superiore in maniera tale da impedire che il sole abbagliasse troppo il conducente o il passeggero anteriore. Altre novità furono il lungo solco nella parte bassa delle portiere ed il rialzamento della linea di cintura, fatto quest'ultimo che coincise giocoforza con la riduzione delle superfici vetrate laterali. Differente anche il taglio dei parafanghi, sia anteriori che posteriori. La principale novità della coda fu rappresentata dai gruppi ottici dall'inedito disegno ad "L" rovesciata.
L'abitacolo offrì qualche centimetro in più rispetto al passato, mantenendosi quindi piuttosto comodo per gli occupanti, mentre il bagagliaio di 300 litri in configurazione standard poteva essere esteso a 1300 litri abbattendo il divano posteriore. Il posto guida fu caratterizzato da un gruppo plancia-cruscotto completamente ridisegnato: nel nuovo modello fu il tema dei cerchi concentrici e/o intersecati a farla da padrone. Ciò fu visibile nel quadro strumenti, composto da tre quadranti tondi intersecati l'uno con l'altro, ma anche nei comandi del climatizzatore, situati sulla console centrale. Il cruscotto venne sormontato da una palpebra dalle forme più morbide, che andò a sostituire la precedente palpebra a semicerchio. La console centrale, a sua volta, presentava un grande display per il navigatore (che poteva però essere ottenuto solo a richiesta), assente nella precedente C3.

### Struttura, meccanica e motori

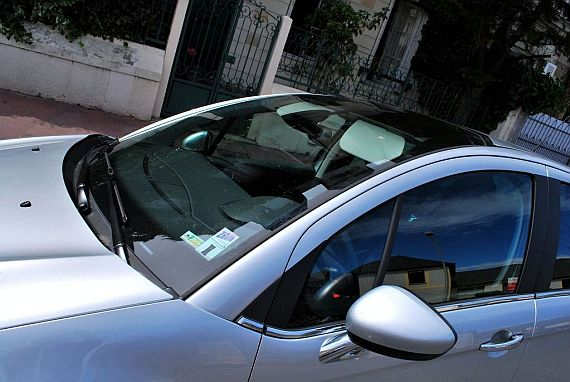
Dettaglio del parabrezza "Zenith" della C3 II, disponibile come optional

Il pianale della Peugeot 207 condiviso anche dalla C3 II è un'evoluzione del pianale utilizzato a suo tempo proprio dalla prima C3, dalla C2 e dalla Peugeot 206. Se ne differenzia per la misura del passo di 2,466 metri e per le carreggiate allargate. Questa politica volta al contenimento dei costi permise anche alla C3 II di potersi affermare nel periodo di grave recessione automobilistica che interessò l'intero mercato planetario delle quattro ruote fra il 2009 e i primi anni del decennio successivo.
La meccanica telaistica prevedeva un avantreno a ruote indipendenti con lo schema MacPherson ed un retrotreno a ruote interconnesse con traversa deformabile. Ammortizzatori idraulici telescopici, molle elicoidali e barre antirollio erano presenti su entrambi gli assi. Per quanto riguardava l'impianto frenante, l'avantreno prevedeva dischi autoventilanti su tutta la gamma, mentre al retrotreno erano previsti dischi pieni solo nelle versioni di punta. Lo sterzo era a cremagliera con servoassistenza elettrica.
Al suo debutto venne prevista in otto motorizzazioni, di cui quattro a benzina, una bi-fuel benzina/GPL e tre a gasolio, queste ultime con tecnologia common rail:
- 1.1: motore TU1JP da 1124 cm³ di cilindrata e con potenza massima di 60 CV;
- 1.4 8v: motore TU3 da 1360 cm³ con potenza massima di 73 CV;
- 1.4 8v Eco Energy G: stessa motorizzazione della normale 1.4 8v, ma accoppiata all'alimentazione a GPL. Si tratta dunque della motorizzazione bi-fuel;
- 1.4 16v VTi: una delle novità motoristiche della nuova gamma, consistente in un motore ET3 da 1397 cm³ in grado di erogare fino a 95 CV;
- 1.6 16v VTi: motorizzazione di punta dell'intera gamma, si tratta del motore EP6, strettamente imparentata con il 1.4 VTi di cui sopra e caratterizzato da una cilindrata di 1598 cm³ e da una potenza massima di 120 CV;
- 1.4 HDi: motore diesel di base, identificato dalla sigla DV4 e caratterizzato da una cilindrata di 1398 cm³, con 68 CV di potenza massima;
- 1.6 HDi 90: motore diesel DV6ATED4 da 1560 cm³ e con potenza massima di 90 CV;
- 1.6 HDi 115 variante potenziata del 1.6 HDi, noto con la sigla DV6TED4 ed in grado di erogare fino a 114 CV di potenza massima. Tale motorizzazione non fu inizialmente prevista in tutti i mercati.

Da notare l'esordio sulla C3 dei motori Prince 1.4 e 1.6, che affiancarono i motori monoalbero facenti parte della famiglia TU e che già equipaggiavano in quel periodo altri modelli del gruppo PSA, oltre che la BMW Mini.
Tutte le motorizzazioni furono accoppiate ad un cambio manuale a 5 marce, tranne il 1.6 e-HDi, che invece venne previsto di serie con un cambio manuale a 6 marce.

## Evoluzione

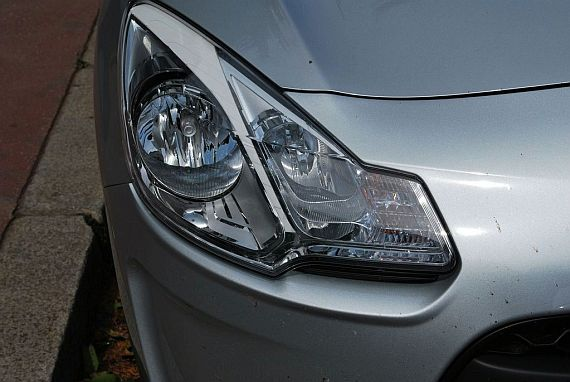
Particolare di un faro anteriore di una C3 seconda generazione

La produzione fu avviata negli stabilimenti di Poissy e di Aulnay. In generale gli allestimenti erano tre o quattro, a seconda del Paese in cui veniva commercializzata. 
Nei primi mesi del 2010 arrivò un ulteriore livello di allestimento denominato 99 (cifra che indica i grammi di CO2 emessi per ogni km) abbinato unicamente alla 1.6 HDi da 90 CV. Nello stesso anno si ebbe anche l'arrivo di un nuovo cambio sequenziale robotizzato a 4 marce, previsto come optional solo per la 1.6 VTi. Sulla stessa base della C3 seconda serie è stata presentata nella primavera del 2010 la versione DS3, ossia una C3 con equipaggiamento premium ed una nuova carrozzeria più intrigante, pensata per andare a contrastare la Mini e la nuova Fiat 500. Vi fu inoltre l'arrivo della tecnologia microibrida nota presso il gruppo PSA con la sigla e-HDi. In pratica si trattava di un'evoluzione del concetto di dispositivo Stop&Start e veniva applicato ai motori a gasolio. In particolare, tale tecnologia fu prevista in abbinamento ai due motori 1.6 HDi, sia da 90 CV sia da 114 CV. In alcuni mercati l'arrivo del motore 1.6 e-HDi da 90 CV coincise anche con il pensionamento della corrispondente versione senza tecnologia microibrida. In altri mercati, invece, le due versioni convissero a listino. Stesso discorso per le versioni 1.6 e-HDi di potenza superiore. Infine, anche il 1.1 venne proposto in versione bi-fuel, anche in questo caso con commutatore in modalità GPL.
Nel 2012 apparve un nuovo 1.4 e-HDi, anch'esso con tecnologia microibrida e prestazioni analoghe a quelle del normale 1.4 HDi, che anche in questo caso non venne inizialmente sostituito, ma continuò ad essere prodotto assieme all'unità più moderna. Quest'ultima fu disponibile unicamente con un cambio robotizzato a 5 marce. Nell'estate dello stesso anno venne introdotta nel solo mercato brasiliano una versione inedita della C3, caratterizzata da un frontale ridisegnato (gruppi ottici e calandra) e dalla presenza di nuove luci diurne a led. Anche internamente si ebbero alcuni aggiornamenti per la versione d'oltreoceano, per esempio nel nuovo design delle bocchette di aerazione. Tale versione anticipò di fatto quello che sarebbe stato anche il restyling della versione europea: dal punto di vista delle motorizzazioni, la vettura specifica per il Brasile fu prevista solo con motori a benzina. Sempre nel corso del 2012, si ebbe l'arrivo di una nuova motorizzazione, il tricilindrico EB da 1199 cm³ con potenza massima di 82 CV, un motore che di fatto andò a sostituire il vecchio 1.4 TU da 73 CV, che pertanto venne pensionato, anche quello in versione bi-fuel. Se per alcuni mesi il vecchio 1.4 TU ed il nuovo 1.2 EB convissero a listino fu solo per permettere lo smaltimento delle scorte di vetture equipaggiate con il vecchio motore.

### Restyling 2013

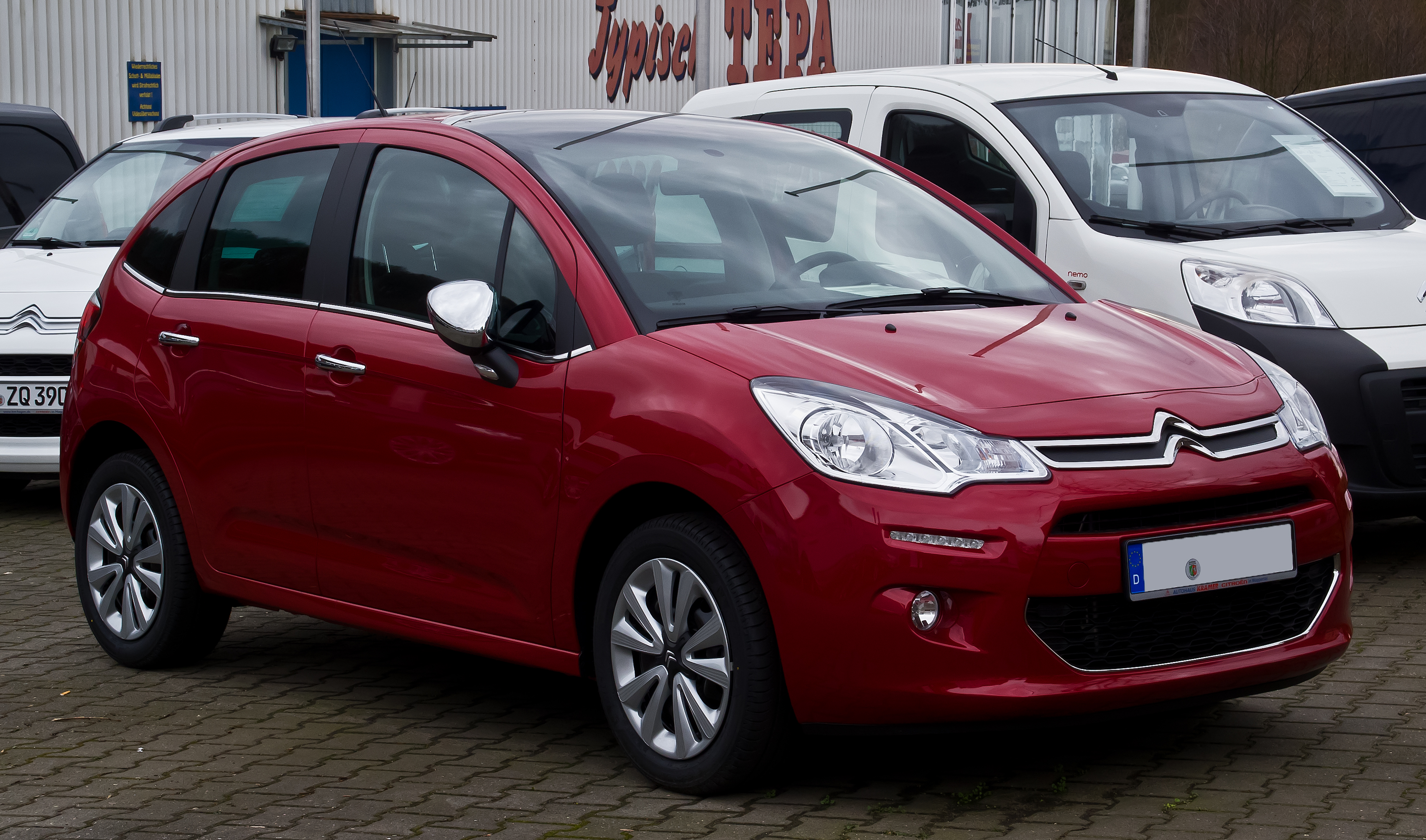
La C3 seconda serie dopo il restyling del 2013, un restyling anticipato già l'anno precedente con l'aggiornamento della gamma brasiliana della C3

All'inizio del 2013, al Salone di Ginevra, venne presentato il restyling della seconda generazione della C3: a cambiare è il frontale, con gruppi ottici e calandra rivisitati in chiave più moderna e che a quel punto ricordavano da vicino quelli della DS3. La calandra era formata da due spesse barre cromate orizzontali, al centro delle quali trovava posto il logo aziendale. Anche il paraurti anteriore fu ridisegnato andando ad includere anche le luci diurne a led. Modifiche più leggere in coda, dove spuntarono due catadiottri sul paraurti, mentre le plastiche dei gruppi ottici subirono solo un lieve aggiornamento. Alcuni aggiornamenti si ebbero anche nell'abitacolo, ma di lieve entità. La gamma motori vide l'arrivo di una nuova versione di base, rappresentata dal tre cilindri EB0 da 999 cm³ in grado di erogare fino a 68 CV di potenza massima. Tale motore andò a sostituire il 1.1 TU, e pure in questo caso scomparve di listino anche la versione bi-fuel basata su tale motorizzazione.
Con questa serie di aggiornamenti scomparvero tutti i motori della famiglia TU, presenti nelle gamme Citroën e Peugeot da quasi trent'anni. In alcuni mercati, venne introdotta una nuova versione a doppia alimentazione, basata stavolta sul 1.4 VTi da 95 CV. Negli ultimi mesi del 2013 su alcune versioni comparve la tecnologia e-VTi, praticamente lo stesso concetto della e-HDi ma applicata al motore 1.2 VTi. Tale versione fu prevista di serie in abbinamento ad un cambio robotizzato ETG a 5 rapporti.
Nel 2014 vi fu la scomparsa delle due motorizzazioni di punta sia a benzina che a gasolio, vale a dire il 1.6 VTi da 120 CV ed il 1.6 HDi da 114 CV, quest'ultimo sia in versione HDi semplice che in versione e-HDi.
All'inizio del 2015 debuttò la motorizzazione 1.6 BlueHDi, ossia un 1.6 turbodiesel con sistema di iniezione di additivo AdBlue nello scarico al fine di ridurre le emissioni nocive. Questo motore, della medesima cilindrata dei 1.6 a gasolio fino a quel momento in gamma, venne proposto in due livelli di potenza, vale a dire 75 e 99 CV. In questo modo, tali varianti andarono a sostituire sia il 1.4 HDi da 68 CV sia il 1.6 HDi da 92 CV. Unico motore diesel a rimanere in gamma dopo tali aggiornamenti fu il 1.6 HDi da 114 CV. Nell'autunno dello stesso anno, la versione bi-fuel scomparve dai listini di quei mercati ove era prevista.
La C3 venne infatti tolta di produzione nell'estate 2016 per lasciare posto alla terza generazione presentata al Salone dell'automobile di Parigi. Tuttavia, in attesa di quest'ultimo modello, la C3 II viene lasciata in listino ancora per un paio di mesi in modo da smaltire le scorte giacenti nei magazzini dei punti vendita.

## Riepilogo caratteristiche
| Citroën C3 II (2009-16) |          |                |                                            |                |               |                 |                 |                    |              |                     |                    |                      |                    |
| Modello | Motore   | Cilindrata cm³ | Alimentazione                              | Potenza CV/rpm | Coppia Nm/rpm | Cambio n° marce | Freni ant./post | Massa a vuoto (kg) | Velocità max | Acceler. 0–100 km/h | Consumo (l/100 km) | Emissioni CO2 (g/km) | Anni di produzione |
| Versioni a benzina |          |                |                                            |                |               |                 |                 |                    |              |                     |                    |                      |                    |
| C3 1.0 VTi | EB0      | 999            | Iniezione elettronica indiretta multipoint | 68/6250        | 95/3250       | M/5             | DA/T            | 973                | 155          | 16"2                | 4,3                | 99                   | 03/2013-08/2016    |
| C3 1.1 | TU1JP    | 1124           | Iniezione elettronica indiretta multipoint | 60/5500        | 94/3300       | M/5             | DA/T            | 1.010              | 155          | 16"5                | 6                  | 139                  | 11/2009-03/2013    |
| C3 1.2 VTi | EB2      | 1199           | Iniezione indiretta                        | 82/6000        | 118/2750      | M/5             | DA/T            | 1.033              | 174          | 14"2                | 4,7                | 109                  | 12/2012-08/2016    |
| C3 1.2 e-VTi | EB2      | 1199           | Iniezione indiretta                        | 82/6000        | 118/2750      | R/5             | DA/T            | 1.090              | 176          | 15"7                | 4,5                | 99                   | 07/2013-10/2015    |
| C3 1.4 | TU3JP    | 1360           | Iniezione elettronica indiretta            | 73/5400        | 118/3300      | M/5             | DA/T            | 1.030              | 163          | 14"2                | 6                  | 139                  | 11/2009-11/2012    |
| C3 1.4 VTi | EP3      | 1397           | Iniezione elettronica                      | 95/6000        | 136/4000      | M/5             | DA/T            | 1.075              | 184          | 10"6                | 5,9                | 136                  | 2009-12            |
| C3 1.6 VTi | EP6      | 1598           | Iniezione elettronica                      | 120/6000       | 160/4250      | M/5             | DA/D            | 1.075              | 190          | 8"9                 | 6                  | 138                  | 2009-12            |
| C3 1.6 VTi SensoDrive | EP6      | 1598           | Iniezione elettronica                      | 120/6000       | 160/4250      | AS/4            | DA/D            | 1.135              | 190          | 10"9                | 6,9                | 158                  | 2010-12            |
| Versioni diesel |          |                |                                            |                |               |                 |                 |                    |              |                     |                    |                      |                    |
| C3 1.4 HDi | DV4TD    | 1398           | Turbodiesel common rail                    | 68/4000        | 160/2000      | M/5             | DA/T            | 1.070              | 163          | 13"5                | 4,1                | 104                  | 2009-151           |
| C3 1.4 e-HDi | DV4TD    | 1398           | Turbodiesel common rail + Stop&Start       | 68/4000        | 160/2000      | R/5             | DA/T            | 1.020              | 163          | 16"2                | 3,4                | 87                   | 2012-151           |
| C3 1.6 BlueHDi (75CV) | DV6FE    | 1560           | Turbodiesel common rail                    | 75/2750        | 230/1750      | M/5             | DA/T            | 1.080              | 171          | 14"1                | 3,5                | 90                   | 01/2015-08/2016    |
| C3 1.6 HDi 90 | DV6ATED4 | 1560           | Turbodiesel common rail                    | 90/4000        | 215/1750      | M/5             | DA/T            | 1.080              | 180          | 11"                 | 4,3                | 107                  | 2009-11            |
| C3 1.6 HDi 90 | DV6ATED4 | 1560           | Turbodiesel common rail                    | 92/4000        | 230/1750      | M/5             | DA/T            | 1.080              | 182          | 11"3                | 4,2                | 104                  | 2011-142           |
| C3 1.6 HDi "99" | DV6ATED4 | 1560           | Turbodiesel common rail                    | 92/4000        | 230/1750      | M/5             | DA/T            | 1.080              | 180          | 11"5                | 3,8                | 99                   | 2009-11            |
| C3 1.6 e-HDi 90 | DV6ATED4 | 1560           | Turbodiesel common rail + Start&Stop       | 92/4000        | 230/1750      | M/5             | DA/T            | 1.085              | 180          | 11"                 | 3,7                | 90                   | 2011-14            |
| C3 1.6 BlueHDi (99CV) | DV6FD    | 1560           | Turbodiesel common rail                    | 99/3500        | 254/1750      | M/5             | -               | 1.080              | 190          | 10"8                | 3,1                | 81                   | 01/2015-08/2016    |
| C3 1.6 HDi (110 CV) | DV6TED4  | 1560           | Turbodiesel common rail                    | 112/3600       | 270/1750      | M/6             | DA/D            | 1.090              | 190          | 9"9                 | 4,5                | 115                  | 2009-12            |
| C3 1.6 e-HDi (112CV) | DV6C     | 1560           | Turbodiesel common rail + Start&Stop       | 112/3600       | 270/1750      | M/6             | DA/D            | 1.090              | 189          | 9"9                 | 3,8                | 99                   | 11/2010-12/20143   |
| Versioni bi-fuel |          |                |                                            |                |               |                 |                 |                    |              |                     |                    |                      |                    |
| C3 1.1 Eco Energy G | TU1JP    | 1124           | Iniezione elettronica benzina/GPL          | 60/5500        | 94/3300       | M/5             | DA/T            | 1.220              | 155          | 18"7                | 7,5                | 118                  | 2010-13            |
| C3 1.4 Eco Energy G | TU3JP    | 1360           | Iniezione elettronica benzina/GPL          | 73/5400        | 118/3300      | M/5             | DA/T            | 1.220              | 159          | 16"4                | 7,9                | 119                  | 2009-12            |
| C3 1.4 VTi GPL4 | EP3      | 1397           | Iniezione elettronica benzina/GPL          | 95/6000        | 136/4000      | M/5             | DA/T            | 1.285              | 184          | 12"2                | 8,5                | 129                  | 03/2013-09/20154   |
| Note: 1Non più per il mercato italiano a partire dal 2014 2Non per il mercato italiano 3Disponibile per il mercato italiano solo dal marzo 2013 4Solo per alcuni mercati tra cui quello italiano |          |                |                                            |                |               |                 |                 |                    |              |                     |                    |                      |                    |